# Miguel Mota
Miguel Eugénio Galvão de Melo e Mota (Lisboa, 15 de outubro de 1922 - Oeiras, 24 de março de 2016), foi um agrónomo, cientista e professor universitário português, que se destacou principalmente no estudo da Genética. Destacou-se pelos seus estudos inovadores sobre divisão celular em 1957, que só viriam a ser validados e reconhecidos internacionalmente em 1987. Em Portugal, foi o pioneiro no uso da Microscopia Eletrónica, e foi responsável por grandes avanços na compreensão da Genética e da biologia celular nas plantas, o que levou ao desenvolvimento de cereais melhorados. Assumiu-se como um dos mais importantes investigadores desta área, tanto em Portugal como no estrangeiro. Trabalhou em várias instituições internacionais, incluindo na Suécia, no Reino Unido (País de Gales) e nos Estados Unidos da América, e publicou cerca de mil artigos em diversos jornais e revistas científicas. Também colaborou, entre outras, nas revistas Gazeta das Aldeias e Vida Rural, onde defendeu a investigação agrícola. Paralelamente, e até ao seu falecimento, desenvolve uma intensa atividade cívica com a publicação de artigos de opinião em variadíssimos jornais e revistas, tanto portugueses como estrangeiros.
Faleceu em Oeiras, a 24 de Março de 2016, com 93 anos de idade.

## Biografia

### Nascimento e formação
Miguel Mota nasceu em Lisboa, a 15 de outubro de 1922. Em 1940, após concluir o ensino secundário no Liceu Passos Manuel (secção do Carmo), ingressa no Instituto Superior de Agronomia. Enquanto aluno do Instituto Superior de Agronomia, funda e dirige a "Brigada Agros. Serviços de Extensão da Associação dos Estudantes de Agronomia" e exerce funções de diretor da Biblioteca da revista  "Agros" (a mais antiga revista universitária portuguesa, fundada em 1917) de 1944 a 1948, ano em que conclui o Curso de Engenheiro Agrónomo. O Relatório Final do Curso, classificado com 17 valores, foi "O género Fagopyrum  (Tourn. ex) Moench". O Relatório de Tirocínio, "Factores que comandam a cor e o comprimento do pêlo no coelho", foi classificado com 18 valores.
Faz estágio no Jardim Colonial (hoje Jardim Botânico Tropical) em Lisboa, onde completa também o curso de Engenheiro Agrónomo Colonial, cujo Relatório de Tirocínio foi classificado com 17 valores. Conclui ainda todas as cadeiras e o tirocínio do curso de "Engenheiro Silvicultor", tendo frequentado igualmente o "Curso Livre de Arquitectura Paisagista", dirigido pelo Professor Caldeira Cabral.
Casou em 1953 com Ruth Gunborg Jönsson (Bara, Suécia, 18 de novembro 1930 - Oeiras, 2 de abril de 2013), de quem teve três filhos: Manuel Mota (Aberystwyth, País de Gales, 15 de julho de 1953), Maria Isabel Mota (Oak Ridge, Tennessee, EUA, 26 de janeiro de 1958 - 30 de março de 1979, Ilha de White, Reino Unido) e Madalena Mota (Lisboa, 22 de maio de 1966).

## Carreira profissional
Em dezembro de 1948 é contratado pela Estação Nacional de Melhoramento de Plantas, em Elvas, onde dirige o Laboratório de Citogenética. A estação esteve dirigida até 1950 pelo agrónomo Domingos Rosado Victória Pires. 
De 1950 a 1951, trabalha, como bolseiro do Instituto de Alta Cultura, no Instituto de Genética da Universidade de Lund, na Suécia. com os geneticistas Arne Muntzing e Albert Levan. Foi este último quem, em 1956,  juntamente com Joe Hin Tijo, determinou o número correto de cromossomas humanos (46). Em 1953, como "Fellow" do British Council, trabalha no “Deptartment of Agricultural Botany”, com o professor P.T. Thomas, no University College of Wales, em Aberystwyth, País de Gales, Grã-Bretanha.
Em julho de 1955 passa a integrar os quadros da Estação Agronómica Nacional (EAN, hoje INIAV), em Sacavém, no Departamento de Genética.
Entre 1957 e 1959 trabalha na Divisão de Biologia do “Oak Ridge National Laboratory”, em Oak Ridge, Tennessee, EUA e na Divisão de Investigação Biológica e Médica do “Argonne National Laboratory”, Argonne, Illinois, EUA, como “Fellow” da “National Academy of Sciences”, EUA. Ainda nos Estados Unidos, frequenta o curso de "Técnicas de radioisótopos" do Oak Ridge Institute of Nuclear Studies e trabalha na Universidade de Wisconsin, Madison, Wisconsin, EUA e no Instituto de Investigação do Cancro, ("Institute For Cancer Research", hoje "Fox Chase Cancer Center), Filadelfia, Pensilvânia, EUA, como Bolseiro André Mayer, da FAO (Food and Agriculture Organization of the United Nations, ou Organização das Nações Unidas para a Alimentação e a Agricultura, em português).
Em 1964 frequenta o "4º Curso de Aplicação de Isótopos Radioactivos", organizado pela Junta de Energia Nuclear, em Lisboa. 
Em 1966 foi promovido, mediante concurso, à categoria de Estagiário de 2ª classe do Quadro do Pessoal de Investigação da Direcção Geral dos Serviços Agrícolas e é nomeado Chefe do Departamento de Genética da EAN. Em 1969 é promovido à categoria de Especialista do Quadro do Pessoal da Estação Agronómica Nacional.
Em 1970 regressa aos EUA como Professor Catedrático de Botânica (“Visiting Professor of Botany”) da Ohio University, Athens, Ohio, EUA.
Em 1975 foi nomeado Diretor do Laboratório de Microscopia Electrónica da Estação Agronómica Nacional, em acumulação com a chefia do Departamento de Genética, funções que exerceu desde 1966 até se aposentar. É eleito Presidente da Assembleia Geral dos Trabalhadores da Estação Agronómica Nacional em 1976, cargo para que é reeleito sucessivamente nos dois anos seguintes. Foi promovido à categoria de Investigador Principal em 1978. 
Em 1982, inicia, em acumulação, as funções de Professor Catedrático Convidado da Universidade de Évora, tendo tomado posse em outubro de 1983.
Como recipiente do prémio “Fulbright Biological Diversity Award”, trabalha na University of California, Davis, California, EUA em 1986 e 1987. No ano seguinte, desloca-se a Israel para discutir dois projetos de colaboração, um sobre pistácia e outro sobre transferência de genes de resistência ao fungo do solo Gaeumannomyces.
Em 1989 toma posse como Investigador Coordenador, após concurso de provas públicas e em 1991 é nomeado Chefe do Departamento de Genética e Melhoramento da Estação Agronómica Nacional.
Em outubro de 1992 passa à situação de aposentado.

### Linhas gerais do trabalho de investigação científica
Os trabalhos de investigação incidiu principalmente no campo da Citogenética, com particular ênfase nos estudos de poliploidia e anfidiploidia induzidas artificialmente, e nos problemas de biologia celular que lhes estão associados, nomeadamente os de estrutura e movimento dos cromossomas.
Em 1949 apresentou o "Plano de Trabalhos do Laboratório de Citogenética da Estação de Melhoramento de Plantas", cuja chefia assumira poucos meses antes. Nesse "Plano" incluíram-se quatro linhas de trabalho principais: estudos de citologia, estudos de hereditariedade, indução artificial de poliplóides e indução artificial de mutações. Dadas as limitadas disponibilidades do Laboratório, em pessoal e material, o trabalho foi concentrado na produção artificial de poliploides e anfidiplóides com o objetivo de obter formas de plantas melhoradas e estudos citológicos de base.
Os trabalhos de produção artificial de poliplóides incidiram especialmente sobre os géneros Trigonella, Secale e Hordeum, onde se obtiveram numerosos autopoliplóides; a produção artificial de anfidiplóides ocupou-se da obtenção de híbridos entre Triticum e Secale (Triticales).
Os estudos citológicos incidiram sobre a ação de alguns agentes sobre os cromossomas e em breve se concentraram no magno problema do movimento anafásico, que está na base de toda a técnica de produção artificial de poliplóides e anfidiplóides. Um trabalho iniciado na Suécia em 1950 e continuado em Elvas constituiu um estudo da ação de extratos de sementes sobre os cromossomas. Nele foram observadas algumas anomalias da mitose, entre as quais uma apenas descrita uma vez na literatura e duas não anteriormente descritas. Com base nessas observações foi possível elaborar uma série de conclusões relativas ao movimento anafásico, denunciando importantes pontos fracos numa das teorias então mais aceites para explicar esse movimento (teoria das fibras de tração) e provando a inconsistência de outra de essas teorias (teoria da repulsão entre centrómeros). Esse trabalho foi premiado pelo Instituto Português de Oncologia com o "Prémio A. J. da Silva Pereira" e por esse facto publicado no "Arquivo de Patologia".
No seguimento desse estudo, foi elaborada uma nova teoria da anafase em que se consideram os cromossomas movendo-se autonomamente (isto é, não são "puxados" por fibras trativas nem "empurrados" pelo "stemkörper" de Belar), pela expulsão de qualquer substância, pelo centrómero, na direção da placa equatorial. Esta hipótese permite obter os efeitos observáveis com eliminação dos pontos inaceitáveis das outras teorias e encontra evidência indireta a seu favor em variados trabalhos da literatura.
Apresentou essa teoria no Simpósio Internacional de Genética, em Tóquio, Japão, em 1956, e fi publicada no ano seguinte. A partir de janeiro de 1987, alguns autores "redescobriram" essa teoria, que passou a ser considerada como a mais válida, embora geralmente sem fazerem referência ao facto de ter sido publicada trinta anos antes e estar largamente citada na literatura mundial.
Em 1952 ao tentar, a pedido do Prof. Edmond Villax, a duplicação do número de cromossomas num híbrido de Triticum (trigo) e Secale (centeio) obtido em França por aquele Professor, encontrou uma estranha anomalia só explicável pela eliminação dos cromossomas do centeio e pela duplicação dos cromossomas do trigo. Esse trabalho, publicado em 1953 pela revista "Nature", parece ser o primeiro a apresentar a eliminação completa dum genómio num híbrido interespecífico (e, neste caso, também intergenérico).
Em 1953, no Reino Unido, ao tentar duplicar o fenómeno acima descrito, encontrou, num híbrido interespecífico de Avena (aveia), uma outra anomalia que consistia na existência de células-mãe do pólen binucleadas, com os dois núcleos em meiose, mas não sincronizados, e o mais atrasado sofrendo grande desorganização. Na primavera seguinte, em Elvas, descreveu o mesmo fenómeno nos triticales então já obtidos.
Por carência de meios, todo o trabalho sobre poliplóides e anfidiplóides desenvolveu-se sempre com dificuldades, que se agravaram a partir de 1981, ocasionando a perda de material muito valioso. No entanto, os centeios tetraplóides cedidos oficiosamente à lavoura nas zonas da Beira Interior e de Trás-os-Montes foram-se expandindo de uma forma que não é possível estimar exatamente. Quando, em 1983, foi possível realizar um ensaio e multiplicação na Cova da Beira, o "centeio regional" usado como padrão portou-se excecionalmente bem, tendo-se verificado ser um dos tetraplóides lançados alguns anos antes.
Em 1954, quando já havia na literatura trabalhos com utilização da microscopia eletrónica, resultado dos aperfeiçoamentos de técnicas que passaram a permitir o estudo de material biológico, iniciou diligências no sentido da aquisição desse equipamento, pela contribuição que poderia dar para a resolução de vários problemas, particularmente no domínio da estrutura do cromossoma, e em especial do centrómero.
Em 1957, nos Estados Unidos, durante a realização de estudos de biologia celular no âmbito do movimento anafásico, encontrou uma anomalia da clivagem em meioses do gafanhoto que lhe permitiu resolver uma controvérsia em volta desse fenómeno e demonstrar a existência de um anel contráctil responsável pela divisão da célula em duas. A existência desse anel tinha sido postulada por alguns autores, contra a opinião de outros que admitiam outro mecanismo.
Ainda nos Estados Unidos, em 1958, iniciou, com Dr. B.R. Nebel, os trabalhos de microscopia electrónica de cromossomas, particularmente sobre a estrutura do centrómero. Parte desse trabalho foi apresentada no V Congresso Internacional de Microscopia Electrónica, em Filadélfia, em 1962.
Em 1966, por solicitação do Departamento de Fitopatologia da Estação Agronómica Nacional, iniciou a sua colaboração num projeto de obtenção de cultivares de melão resistentes ao oídio, em marcha havia alguns anos. Foram obtidas e descritas (em colaboração com a Engenheira Agrónoma Marta Sequeira) quatro novas cultivares resistentes ao oídio, 'Tendral RO-1', 'Lage', 'Marquezinha' e 'Oeiras'. 
Em 1974 delineou e iniciou um projeto visando a criação de melhores linhas homozigóticas de milho, após recombinação genética a partir de uma ampla base de genótipos de linhas homozigóticas existentes. Tratava-se de um projeto a longo prazo, por exigir uma série de anos de cruzamentos naturais e seleção apropriada, seguidos de uma série de anos de autofecundações. Os resultados mostraram-se extremamente favoráveis e, para além do objetivo principal (melhores linhas homozigóticas para entrarem na obtenção de melhores híbridos), foram eleitas linhas de polinização livre - uma das quais batizada de 'Fandango' - com comportamento muito interessante. Os elementos referentes a este projeto encontram-se nos "Relatórios Anuais" publicados pela Estação Agronómica Nacional.
Em 1976, com a colaboração da FAO e do IBPGR (International Board for Plant Genetic Resources), iniciou um programa de Conservação dos Recursos Genéticos, com a recolha e posteriormente, também, caracterização do germoplasma muito valioso existente em Portugal e que urgia salvar. Foram recolhidos no Banco de Genes alguns milhares de amostras de sementes de plantas cultivadas e espontâneas e em poucos anos Portugal passou a situar-se na primeira linha dos países ativos na Conservação dos Recursos Genéticos, tendo sido dadas contribuições para a metodologia a utilizar.

### Participação em congressos, conferências, colóquios e outras reuniões
Miguel Mota participou em centenas de congressos e reuniões internacionais, tendo apresentado comunicações em grande parte delas.

### Organização de reuniões científicas
- II Jornadas de Genética Luso-Espanholas, Oeiras, 19 a 22 de outubro de 1965 (Secretário-geral);
- IV Reunião Anual da Sociedade Portuguesa de Microscopia Eletrónica, Oeiras, 2 e 3 de dezembro de 1969 (Presidente da Comissão Organizadora);
- I Reunião Portuguesa Sobre Triticales, Vila Real, 2 de junho de 1977 (Presidente da Comissão Organizadora);
- III Reunião Portuguesa sobre Triticales, Oeiras, 21 a 23 de outubro de 1981 (Presidente da Comissão Organizadora);
- Curso de Microscopia Electrónica Analítica, das Sociedades Portuguesas de Microscopia Eletrónica e de Materiais, Porto, 1982 (Presidente da Comissão Organizadora);
- XVII Reunião Anual da Sociedade Portuguesa de Microscopia Eletrónica, Oeiras, 2 e 3 de dezembro de 1982 (Presidente da Comissão Organizadora);
- Simpósio sobre Métodos Físicos no Estudo de Superfícies, das Sociedades Portuguesas de Microscopia Eletrónica e de Materiais, Lisboa, 10 de dezembro de 1982 (Presidente da Comissão Organizadora);
- EUCARPIA International Symposium on Conservation of Genetic Resources of Aromatic and Medicinal Plants, Oeiras, 9 a 11 de maio de 1984 (Presidente da Comissão Organizadora),
- XXII Reunião Anual da Sociedade Portuguesa de Microscopia Eletrónica, Évora, 13 a 15 de outubro de 1987 (Presidente da Comissão Organizadora); 
- Fez parte da Comissão de Honra da "IV Reunião Portuguesa sobre Triticales", Vila Real, 15 a 17 de junho de 1987.
- XXIV Jornadas de Genética Luso-Espanholas, Évora, 2 a 4 de outubro de 1989 (Secretário-Geral da Comissão Organizadora). 

### Membro do Júri de Concursos e Doutoramentos e Orientação de Dissertações e Estágios
Miguel Mota fez parte de vários Júris de concursos e doutoramentos e orientou várias dissertações e estágios.

## Prémios, homenagens e outras distinções
- "Prémio A. J. da Silva Pereira", do Instituto Português de Oncologia, para trabalhos de investigação ligados ao problema do cancro, 1952;
- Bolsa "André Mayer", da FAO, 1962;
- Bolsa "Stanley Reimann", do Institute for Cancer Research (Filadélfia, EUA), para trabalhos de investigação ligados ao problema do cancro, 1963;
- "Sócio de Honor" da Sociedade Espanhola de Microscopia Electrónica, 1972;
- "Diploma de Honra" do Aero Club de Portugal, 1986
- "Fulbright Biological Diversity Award", 1986
- “Sócio de Honra” da Sociedade de Ciências Agrárias de Portugal, 2003.
- Doutor Honoris Causa pela Universidade de Évora, pelo seu contributo pioneiro para a Genética.Patrono: Luís Archer. 2006. 
- Homenageado pelo Instituto de Biologia Molecular e Celular da Universidade do Porto (atual IBMC-I3S), numa cerimónia em que participaram alguns dos maiores cientistas da área ao nível mundial, 2009.
- Em 2023, no âmbito do centenário do seu nascimento, foi homenageado a título póstumo pela Câmara Municipal de Oeiras. Para a ocasião, o Templo da Poesia acolheu a exposição "Miguel Mota - Um homem à frente do seu tempo", em que estiveram patentes trabalhos académicos, correspondência, manuscritos e objetos pessoais do cientista.

## Obras publicadas
- Uma guerra entre as plantas: novela de divulgação agrícola (1954, Edição do Autor)
- O Pomar  (1958, Direcção-Geral do Ensino Primário)
- Problemas da investigação científica. Problemas da Agricultura (1969, Federação Nacional dos Produtores de Trigo)